# Eliminatórias da Copa do Mundo FIFA de 2026 – UEFA
A zona europeia das eliminatórias para a Copa do Mundo FIFA de 2026 está sendo disputada por 54 seleções afiliadas a União das Associações Europeias de Futebol (UEFA). Um total de 16 vagas na fase final estão disponíveis para as equipes da UEFA.

## Formato
O formato das eliminatórias revisado foi confirmado pelo Comitê Executivo da UEFA durante sua reunião em Nyon, Suíça, em 25 de janeiro de 2023. Como o número de vagas para o torneio final da UEFA aumentou de 13 para 16, o formato de qualificação foi modificado em relação ao ciclo anterior. A fase de grupos de qualificação contará com doze grupos de quatro ou cinco times. O vencedor de cada grupo se classificará para a Copa do Mundo, enquanto os segundos colocados avançarão para os play-offs, junto com os quatro vencedores dos grupos mais bem classificados da Liga das Nações da UEFA de 2024–25 que terminaram fora dos dois primeiros de seu grupo de qualificação. Em 28 de junho de 2023, o Comitê Executivo da UEFA recomendou formalmente o formato de qualificação à FIFA, que foi posteriormente aprovado.
- Primeira fase (grupos): Doze grupos de quatro ou cinco times jogarão partidas de ida e volta contra todos os outros times do grupo. Os vencedores dos grupos se classificarão para a Copa do Mundo.
- Segunda fase (play-offs): Dezesseis times (doze segundos colocados do grupo e quatro melhores vencedores do grupo da Liga das Nações, com base na classificação geral da Liga das Nações , que terminaram fora dos dois primeiros do seu grupo de qualificação) serão sorteados em quatro caminhos, jogando duas rodadas de play-offs de partida única (semifinais com os times cabeças de chave para sediar, seguidos por finais, com os times da casa a serem sorteados). Os quatro vencedores do caminho se classificarão para a Copa do Mundo.

## Calendário
Abaixo está o calendário das eliminatórias europeias para a Copa do Mundo FIFA de 2026. As equipes divididas em grupos de cinco jogarão suas primeiras partidas em março e junho de 2025, se estiverem participando das quartas de final ou play-offs de promoção/rebaixamento da Liga das Nações da UEFA de 2024–25. As equipes sorteadas em grupos de quatro jogarão suas primeiras partidas em setembro de 2025.
| Fase                           | Rodada        | Rodada          | Data FIFA                 |
| Fase                           | Grupos A–F    | Grupos G–L      | Data FIFA                 |
| ------------------------------ | ------------- | --------------- | ------------------------- |
| Primeira fase (fase de grupos) | —             | Primeira rodada | 21–22 de março de 2025    |
| Primeira fase (fase de grupos) | —             | Segunda rodada  | 24–25 de março de 2025    |
| Primeira fase (fase de grupos) | —             | Terceira rodada | 6–7 de junho de 2025      |
| Primeira fase (fase de grupos) | —             | Quarta rodada   | 9–10 de junho de 2025     |
| Primeira fase (fase de grupos) | Quinta rodada | Quinta rodada   | 4–6 de setembro de 2025   |
| Primeira fase (fase de grupos) | Sexta rodada  | Sexta rodada    | 7–9 de setembro de 2025   |
| Primeira fase (fase de grupos) | Sétima rodada | Sétima rodada   | 9–11 de outubro de 2025   |
| Primeira fase (fase de grupos) | Oitava rodada | Oitava rodada   | 12–14 de outubro de 2025  |
| Primeira fase (fase de grupos) | Nona rodada   | Nona rodada     | 13–15 de novembro de 2025 |
| Primeira fase (fase de grupos) | Décima rodada | Décima rodada   | 16–18 de novembro de 2025 |
| Segunda fase (play-offs)       | Semifinais    | Semifinais      | 26 de março de 2026       |
| Segunda fase (play-offs)       | Finais        | Finais          | 31 de março de 2026       |

## Sorteio

### Chaveamento
O sorteio da primeira fase (fase de grupos) foi realizado em 13 de dezembro de 2024 na sede da FIFA em Zurique na Suíça. Das 55 associações membro da UEFA, 54 seleções enviaram uma inscrição válida para a competição, enquanto a inscrição da Rússia não foi aceita devido à suspensão das competições da UEFA e da FIFA após a invasão da Ucrânia pela Rússia.
As seguintes restrições foram aplicadas com assistência de computador:
- Engajamento na Liga das Nações: as 24 melhores equipes participantes das jornadas 7 e 8 da Liga das Nações da UEFA de 2024–25 garantiram ser sorteadas em grupos com apenas quatro equipes (Grupos A–F). Esta lista inclui: 1º, 2º e 3º times classificados na Liga A, 2º e 3º classificados na Liga B e 2º classificados na Liga C. Consequentemente, os seis grupos com cinco equipes (Grupos G-L) foram compostos pelas 30 equipes restantes.
- Conflitos proibidos: Por razões políticas, as partidas entre os seguintes pares de times foram considerados confrontos proibidos, não podendo ser sorteados para o mesmo grupo: Kosovo–Bósnia e Herzegovina, Kosovo–Sérvia e Bielorrússia–Ucrânia. Além disso, Armênia–Azerbaijão e Gibraltar–Espanha foram identificados como confrontos proibidos, mas os times do primeiro par estavam no mesmo pote para o sorteio, enquanto os times do último par foram restritos a grupos de tamanhos diferentes com base nos potes e condições do sorteio.
- Locais de inverno: No máximo duas equipes cujos locais são identificados como de alto ou médio risco de condições severas de inverno puderam ser colocadas em cada grupo: Bielorrússia, Estônia, Ilhas Faroé, Finlândia, Islândia, Letônia, Lituânia, Noruega, Ucrânia.
  - Os dois "locais de inverno rigoroso" (Ilhas Faroé e Islândia) geralmente não podem sediar jogos em março ou novembro e, portanto, não podem ser sorteados juntos; os outros devem jogar o mínimo possível de partidas em casa em março e novembro.
- Viagens excessivas: No máximo uma dupla de equipes foi identificada com distância de viagem excessiva em relação a outros países, podendo ser colocadas em cada grupo:
  - Azerbaijão: com Islândia, Gibraltar, Portugal.
  - Islândia: com Armênia, Chipre, Geórgia, Israel.
  - Cazaquistão: Inglaterra, França, Gibraltar, Islândia, Malta, Irlanda do Norte, Portugal, República da Irlanda, Escócia, Espanha, País de Gales.

As equipes foram alocadas em potes de classificação da seguinte forma (ranking da FIFA de novembro de 2024 mostrada na segunda coluna).
| Pote 1 | Pote 2 | Pote 3 | Pote 4 | Pote 5                                                                |
| --- | --- | --- | --- | --------------------------------------------------------------------- |
| - Alemanha - Áustria - Bélgica - Croácia - Dinamarca - Espanha - França - Países Baixos - Inglaterra - Itália - Portugal - Suíça | - Tchéquia - Eslováquia - Grécia - Hungria - Noruega - País de Gales - Polónia - Romênia - Sérvia - Suécia - Turquia - Ucrânia | - Albânia - Bósnia e Herzegovina - Escócia - Eslovênia - Finlândia - Geórgia - Irlanda - Irlanda do Norte - Islândia - Israel - Macedônia do Norte - Montenegro | - Armênia - Azerbaijão - Bielorrússia - Bulgária - Cazaquistão - Chipre - Estónia - Ilhas Faroé - Kosovo - Letónia - Lituânia - Luxemburgo | - Andorra - Gibraltar - Liechtenstein - Moldávia - Malta - San Marino |

## Primeira fase

### Grupo A
| Pos | Equipe           | Pts | J | V | E | D | GP | GC | SG | Classificado               |  |        |        |        |        |
| --- | ---------------- | --- | - | - | - | - | -- | -- | -- | -------------------------- |  | ------ | ------ | ------ | ------ |
| 1   | Alemanha (X)     | 0   | 0 | 0 | 0 | 0 | 0  | 0  | 0  | Copa do Mundo FIFA de 2026 |  | —      | 17 Nov | 7 Set  | 10 Out |
| 2   | Eslováquia       | 0   | 0 | 0 | 0 | 0 | 0  | 0  | 0  | Segunda fase               |  | 4 Set  | —      | 14 Nov | 13 Out |
| 3   | Irlanda do Norte | 0   | 0 | 0 | 0 | 0 | 0  | 0  | 0  | Eliminado                  |  | 13 Out | 10 Out | —      | 17 Nov |
| 4   | Luxemburgo       | 0   | 0 | 0 | 0 | 0 | 0  | 0  | 0  | Eliminado                  |  | 14 Nov | 7 Set  | 4 Set  | —      |

### Grupo B
| Pos | Equipe    | Pts | J | V | E | D | GP | GC | SG | Classificado               |  |        |        |        |        |
| --- | --------- | --- | - | - | - | - | -- | -- | -- | -------------------------- |  | ------ | ------ | ------ | ------ |
| 1   | Suíça     | 0   | 0 | 0 | 0 | 0 | 0  | 0  | 0  | Copa do Mundo FIFA de 2026 |  | —      | 15 Nov | 8 Set  | 5 Set  |
| 2   | Suécia    | 0   | 0 | 0 | 0 | 0 | 0  | 0  | 0  | Segunda fase               |  | 10 Out | —      | 18 Nov | 13 Out |
| 3   | Eslovênia | 0   | 0 | 0 | 0 | 0 | 0  | 0  | 0  | Eliminado                  |  | 13 Out | 5 Set  | —      | 15 Nov |
| 4   | Kosovo    | 0   | 0 | 0 | 0 | 0 | 0  | 0  | 0  | Eliminado                  |  | 18 Nov | 8 Set  | 10 Out | —      |

### Grupo C
| Pos | Equipe       | Pts | J | V | E | D | GP | GC | SG | Classificado               |  |        |        |        |        |
| --- | ------------ | --- | - | - | - | - | -- | -- | -- | -------------------------- |  | ------ | ------ | ------ | ------ |
| 1   | Dinamarca    | 0   | 0 | 0 | 0 | 0 | 0  | 0  | 0  | Copa do Mundo FIFA de 2026 |  | —      | 12 Out | 5 Set  | 15 Nov |
| 2   | Grécia       | 0   | 0 | 0 | 0 | 0 | 0  | 0  | 0  | Segunda fase               |  | 8 Set  | —      | 15 Nov | 5 Set  |
| 3   | Escócia      | 0   | 0 | 0 | 0 | 0 | 0  | 0  | 0  | Eliminado                  |  | 18 Nov | 9 Out  | —      | 12 Out |
| 4   | Bielorrússia | 0   | 0 | 0 | 0 | 0 | 0  | 0  | 0  | Eliminado                  |  | 9 Out  | 18 Nov | 8 Set  | —      |

### Grupo D
| Pos | Equipe     | Pts | J | V | E | D | GP | GC | SG | Classificado               |  |        |        |        |        |
| --- | ---------- | --- | - | - | - | - | -- | -- | -- | -------------------------- |  | ------ | ------ | ------ | ------ |
| 1   | França (X) | 0   | 0 | 0 | 0 | 0 | 0  | 0  | 0  | Copa do Mundo FIFA de 2026 |  | —      | 13 Nov | 9 Set  | 10 Out |
| 2   | Ucrânia    | 0   | 0 | 0 | 0 | 0 | 0  | 0  | 0  | Segunda fase               |  | 5 Set  | —      | 16 Nov | 13 Out |
| 3   | Islândia   | 0   | 0 | 0 | 0 | 0 | 0  | 0  | 0  | Eliminado                  |  | 13 Out | 10 Out | —      | 5 Set  |
| 4   | Azerbaijão | 0   | 0 | 0 | 0 | 0 | 0  | 0  | 0  | Eliminado                  |  | 16 Nov | 9 Set  | 13 Nov | —      |

### Grupo E
| Pos | Equipe      | Pts | J | V | E | D | GP | GC | SG | Classificado               |  |        |        |        |        |
| --- | ----------- | --- | - | - | - | - | -- | -- | -- | -------------------------- |  | ------ | ------ | ------ | ------ |
| 1   | Espanha (X) | 0   | 0 | 0 | 0 | 0 | 0  | 0  | 0  | Copa do Mundo FIFA de 2026 |  | —      | 18 Nov | 11 Out | 14 Out |
| 2   | Turquia     | 0   | 0 | 0 | 0 | 0 | 0  | 0  | 0  | Segunda fase               |  | 7 Set  | —      | 14 Out | 15 Nov |
| 3   | Geórgia     | 0   | 0 | 0 | 0 | 0 | 0  | 0  | 0  | Eliminado                  |  | 15 Nov | 4 Set  | —      | 7 Set  |
| 4   | Bulgária    | 0   | 0 | 0 | 0 | 0 | 0  | 0  | 0  | Eliminado                  |  | 4 Set  | 11 Out | 18 Nov | —      |

### Grupo F
| Pos | Equipe       | Pts | J | V | E | D | GP | GC | SG | Classificado               |  |        |        |        |        |
| --- | ------------ | --- | - | - | - | - | -- | -- | -- | -------------------------- |  | ------ | ------ | ------ | ------ |
| 1   | Portugal (X) | 0   | 0 | 0 | 0 | 0 | 0  | 0  | 0  | Copa do Mundo FIFA de 2026 |  | —      | 14 Out | 11 Out | 16 Nov |
| 2   | Hungria      | 0   | 0 | 0 | 0 | 0 | 0  | 0  | 0  | Segunda fase               |  | 9 Set  | —      | 16 Nov | 11 Out |
| 3   | Irlanda      | 0   | 0 | 0 | 0 | 0 | 0  | 0  | 0  | Eliminado                  |  | 13 Nov | 6 Set  | —      | 14 Out |
| 4   | Armênia      | 0   | 0 | 0 | 0 | 0 | 0  | 0  | 0  | Eliminado                  |  | 6 Set  | 13 Nov | 9 Set  | —      |

### Grupo G
| Pos | Equipe        | Pts | J | V | E | D | GP | GC | SG  | Classificado               |  |        |        |        |        |        |
| --- | ------------- | --- | - | - | - | - | -- | -- | --- | -------------------------- |  | ------ | ------ | ------ | ------ | ------ |
| 1   | Finlândia     | 7   | 4 | 2 | 1 | 1 | 5  | 5  | 0   | Copa do Mundo FIFA de 2026 |  | —      | 0–2    | 2–1    | 9 Out  | 14 Nov |
| 2   | Países Baixos | 6   | 2 | 2 | 0 | 0 | 10 | 0  | +10 | Segunda fase               |  | 12 Out | —      | 4 Set  | 17 Nov | 8–0    |
| 3   | Polónia       | 6   | 3 | 2 | 0 | 1 | 4  | 2  | +2  | Eliminado                  |  | 7 Set  | 14 Nov | —      | 1–0    | 2–0    |
| 4   | Lituânia      | 2   | 3 | 0 | 2 | 1 | 2  | 3  | −1  | Eliminado                  |  | 2–2    | 7 Set  | 12 Out | —      | 4 Setp |
| 5   | Malta         | 1   | 4 | 0 | 1 | 3 | 0  | 11 | −11 | Eliminado                  |  | 0–1    | 9 Out  | 17 Nov | 0–0    | —      |

### Grupo H
| Pos | Equipe               | Pts | J | V | E | D | GP | GC | SG  | Classificado               |  |        |        |        |        |        |
| --- | -------------------- | --- | - | - | - | - | -- | -- | --- | -------------------------- |  | ------ | ------ | ------ | ------ | ------ |
| 1   | Bósnia e Herzegovina | 9   | 3 | 3 | 0 | 0 | 4  | 1  | +3  | Copa do Mundo FIFA de 2026 |  | —      | 9 Set  | 15 Nov | 2–1    | 1–0    |
| 2   | Áustria              | 6   | 2 | 2 | 0 | 0 | 6  | 1  | +5  | Segunda fase               |  | 18 Nov | —      | 2–1    | 6 Set  | 9 Out  |
| 3   | Romênia              | 6   | 4 | 2 | 0 | 2 | 8  | 4  | +4  | Eliminado                  |  | 0–1    | 12 Out | —      | 2–0    | 18 Nov |
| 4   | Chipre               | 3   | 3 | 1 | 0 | 2 | 3  | 4  | −1  | Eliminado                  |  | 9 Out  | 15 Nov | 9 Set  | —      | 2–0    |
| 5   | San Marino           | 0   | 4 | 0 | 0 | 4 | 1  | 12 | −11 | Eliminado                  |  | 6 Set  | 0–4    | 1–5    | 12 Out | —      |

### Grupo I
| Pos | Equipe   | Pts | J | V | E | D | GP | GC | SG  | Classificado               |  |        |        |        |        |        |
| --- | -------- | --- | - | - | - | - | -- | -- | --- | -------------------------- |  | ------ | ------ | ------ | ------ | ------ |
| 1   | Noruega  | 12  | 4 | 4 | 0 | 0 | 13 | 2  | +11 | Copa do Mundo FIFA de 2026 |  | —      | 11 Out | 3–0    | 13 Nov | 8 Set  |
| 2   | Israel   | 6   | 3 | 2 | 0 | 1 | 7  | 6  | +1  | Segunda fase               |  | 2–4    | —      | 8 Set  | 2–1    | 16 Nov |
| 3   | Itália   | 3   | 2 | 1 | 0 | 1 | 2  | 3  | −1  | Eliminado                  |  | 16 Nov | 14 Out | —      | 5 Set  | 2–0    |
| 4   | Estónia  | 3   | 4 | 1 | 0 | 3 | 5  | 8  | −3  | Eliminado                  |  | 0–1    | 1–3    | 11 Out | —      | 14 Out |
| 5   | Moldávia | 0   | 3 | 0 | 0 | 3 | 2  | 10 | −8  | Eliminado                  |  | 0–5    | 5 Set  | 13 Nov | 2–3    | —      |

### Grupo J
| Pos | Equipe             | Pts | J | V | E | D | GP | GC | SG | Classificado               |  |        |        |        |        |        |
| --- | ------------------ | --- | - | - | - | - | -- | -- | -- | -------------------------- |  | ------ | ------ | ------ | ------ | ------ |
| 1   | Macedônia do Norte | 8   | 4 | 2 | 2 | 0 | 6  | 2  | +4 | Copa do Mundo FIFA de 2026 |  | —      | 1–1    | 1–1    | 13 Out | 7 Set  |
| 2   | País de Gales      | 7   | 4 | 2 | 1 | 1 | 10 | 6  | +4 | Segunda fase               |  | 18 Nov | —      | 13 Out | 3–1    | 3–0    |
| 3   | Bélgica            | 4   | 2 | 1 | 1 | 0 | 5  | 4  | +1 | Eliminado                  |  | 10 Out | 4–3    | —      | 7 Set  | 18 Nov |
| 4   | Cazaquistão        | 3   | 3 | 1 | 0 | 2 | 3  | 4  | −1 | Eliminado                  |  | 0–1    | 4 Set  | 15 Nov | —      | 10 Out |
| 5   | Liechtenstein      | 0   | 3 | 0 | 0 | 3 | 0  | 8  | −8 | Eliminado                  |  | 0–3    | 15 Nov | 4 Set  | 0–2    | —      |

### Grupo K
| Pos | Equipe     | Pts | J | V | E | D | GP | GC | SG | Classificado               |  |        |        |        |        |        |
| --- | ---------- | --- | - | - | - | - | -- | -- | -- | -------------------------- |  | ------ | ------ | ------ | ------ | ------ |
| 1   | Inglaterra | 9   | 3 | 3 | 0 | 0 | 6  | 0  | +6 | Copa do Mundo FIFA de 2026 |  | —      | 2–0    | 13 Nov | 3–0    | 6 Set  |
| 2   | Albânia    | 5   | 4 | 1 | 2 | 1 | 4  | 3  | +1 | Segunda fase               |  | 16 Nov | —      | 0–0    | 9 Set  | 3–0    |
| 3   | Sérvia     | 4   | 2 | 1 | 1 | 0 | 3  | 0  | +3 | Eliminado                  |  | 9 Set  | 11 Out | —      | 16 Nov | 3–0    |
| 4   | Letónia    | 4   | 3 | 1 | 1 | 1 | 2  | 4  | −2 | Eliminado                  |  | 14 Out | 1–1    | 6 Set  | —      | 11 Out |
| 5   | Andorra    | 0   | 4 | 0 | 0 | 4 | 0  | 8  | −8 | Eliminado                  |  | 0–1    | 13 Nov | 14 Out | 0–1    | —      |

### Grupo L
| Pos | Equipe      | Pts | J | V | E | D | GP | GC | SG  | Classificado               |  |        |        |        |        |        |
| --- | ----------- | --- | - | - | - | - | -- | -- | --- | -------------------------- |  | ------ | ------ | ------ | ------ | ------ |
| 1   | Tchéquia    | 9   | 4 | 3 | 0 | 1 | 9  | 6  | +3  | Copa do Mundo FIFA de 2026 |  | —      | 9 Out  | 2–0    | 2–1    | 17 Nov |
| 2   | Croácia     | 6   | 2 | 2 | 0 | 0 | 12 | 1  | +11 | Segunda fase               |  | 5–1    | —      | 8 Set  | 14 Nov | 12 Out |
| 3   | Montenegro  | 6   | 3 | 2 | 0 | 1 | 4  | 3  | +1  | Eliminado                  |  | 5 Set  | 17 Nov | —      | 1–0    | 3–1    |
| 4   | Ilhas Faroé | 3   | 3 | 1 | 0 | 2 | 3  | 4  | −1  | Eliminado                  |  | 12 Out | 5 Set  | 9 Out  | —      | 2–1    |
| 5   | Gibraltar   | 0   | 4 | 0 | 0 | 4 | 2  | 16 | −14 | Eliminado                  |  | 0–4    | 0–7    | 14 Nov | 8 Set  | —      |

## Segunda fase
A segunda fase (play-offs) será disputada pelos doze segundos colocados dos grupos e os quatro melhores colocados da Liga das Nações, com base na classificação geral provisória da Liga das Nações que terminarem fora dos dois primeiros do seu grupo de qualificação. As dezesseis equipes serão divididas em quatro caminhos de play-off, cada um contendo quatro equipes. Cada caminho contará com duas semifinais de jogo único e uma final também em jogo único. Nas semifinais, os jogos de cada caminho serão determinados por potes de classificação, com a equipe do Pote 1 recebendo a equipe do Pote 4 e a equipe do Pote 2 recebendo a equipe do Pote 3. O anfitrião de cada final do caminho será decidido por um sorteio entre os dois pares de semifinais.

### Seleção da equipe da Liga das Nações
Com base na classificação geral provisória da Liga das Nações da UEFA de 2024–25, os quatro melhores vencedores dos grupos da Liga das Nações que terminarem fora dos dois primeiros do seu grupo de qualificação avançarão para os play-offs. Se menos de quatro vencedores dos grupos da Liga das Nações puderem ser selecionados, as vagas restantes serão alocadas para a(s) melhor(es) equipe(s) restante(s) na classificação geral provisória da Liga das Nações que terminaram fora dos dois primeiros do seu grupo de qualificação.
A tabela abaixo mostra a ordem em que as equipes serão selecionadas com base na classificação geral provisória da Liga das Nações da UEFA.

### Empate
Para o sorteio, as dezesseis equipes serão divididas em quatro potes de quatro equipes cada. Os doze segundos colocados do grupo serão alocados nos potes 1 a 3, com a classificação baseada no Ranking Mundial da FIFA de novembro de 2025. As quatro equipes qualificadas pela Liga das Nações serão automaticamente classificadas no pote 4. Os caminhos dos play-offs são estruturados da seguinte forma:
- O Caminho A dos play-offs é formado pelas semifinais 1 e 2, com os vencedores de ambas as semifinais avançando para a final A.
- O Caminho B dos play-offs é formado pelas semifinais 3 e 4, com os vencedores de ambas as semifinais avançando para a final B.
- O Caminho C dos play-offs é formado pelas semifinais 5 e 6, com os vencedores de ambas as semifinais avançando para a final C.
- O Caminho D dos play-offs é formado pelas semifinais 7 e 8, com os vencedores de ambas as semifinais avançando para a final D.

O sorteio para as semifinais começará no Pote 1 e terminará no Pote 4. As equipes serão sorteadas e designadas para a primeira semifinal de play-off disponível (considerando confrontos proibidos) em ordem numérica, da seguinte forma:
- As equipes do Pote 1 (classificadas) serão alocadas para as semifinais 1, 3, 5 e 7 como equipe anfitriã.
- As equipes do Pote 2 (classificadas) serão alocadas para as semifinais 2, 4, 6 e 8 como equipe anfitriã.
- Os times do Pote 3 (não classificados) serão alocados para as semifinais 2, 4, 6 e 8 como times visitantes.
- Os times do Pote 4 (não classificados) serão alocados para as semifinais 1, 3, 5 e 7 como times visitantes.

O sorteio dos anfitriões da final ocorrerá imediatamente depois, com as finais A, B, C e D tendo cada uma um de seus semifinalistas selecionado como o time anfitrião.
Por razões políticas, as partidas entre os seguintes pares de equipes são consideradas confrontos proibidos e não podem ser sorteadas no mesmo caminho de play-off: Armênia–Azerbaijão, Bielorrússia–Ucrânia, Gibraltar–Espanha, Kosovo–Bósnia e Herzegovina e Kosovo–Sérvia.

## Artilharia
4 gols (3)
- CRO Andrej Kramarić
- CZE Patrik Schick
- NOR Erling Haaland

3 gols (4)
- ENG Harry Kane
- NED Memphis Depay
- NOR Alexander Sørloth
- SRB Aleksandar Mitrović

Para a lista completa dos artilheiros, veja a seção de cada grupo:
- Grupo A
- Grupo B
- Grupo C
- Grupo D
- Grupo E
- Grupo F
- Grupo G
- Grupo H
- Grupo I
- Grupo J
- Grupo K
- Grupo L